# Epsilon Fornacis
Epsilon Fornacis (68 Fornacis) é uma estrela na direção da constelação de Fornax. Possui uma ascensão reta de 03h 01m 37.45s e uma declinação de −28° 05′ 25.7″. Sua magnitude aparente é igual a 5.88. Considerando sua distância de 99 anos-luz em relação à Terra, sua magnitude absoluta é igual a 3.47. Pertence à classe espectral G8/K0V.